# 대한민국의 마을버스
마을버스는 철도역 또는 광역버스 환승거점 등과 주거밀집지역, 아파트 단지 등을 이어주고 다른 교통 수단과 연계를 하는 소규모의 버스 노선이다. 일반적으로 시내버스와 별개로 취급하나, 환승 제도 등은 통합하여 취급하는 경우도 있다. 주로 입석형 버스를 사용하며 NEW BS090 뉴로얄미디 또는 그린시티, 선롱 두에고와 같은 중형버스와, 현대 카운티, 자일대우 레스타와 같이 크기가 작은 소형버스를 사용하지만 수요가 많은 노선에는 NEW BS106 뉴로얄시티, 뉴 슈퍼 에어로시티와 같은 대형버스가 들어가는 경우도 있다.
통상적으로 같은 지역의 도시형버스보다 약간 저렴하나, 같은 요금을 징수하는 경우도 있으며, 대한민국의 제부도 셔틀 버스 등 극히 일부 지역은 특별 요금을 적용하는 경우도 있다.

## 서울특별시
서울특별시의 각 자치구 지역 내에서 운행하며,(일부 예외 존재) 마을버스 조합에 소속된 노선들을 가리킨다. 순환버스도 기능상으로는 마을버스의 역할과는 큰 차이가 없다.(다만 요금에만 차이가 있다.)

## 부산광역시
타 도시에 비해 산악 지형이 월등히 많아 마을버스가 활성화되고 있다.

## 인천광역시
지선버스가 이러한 기능을 담당한다. 마을버스는 강화도, 옹진군 등 섬 지역에 위치해 있으며 도심의 경우 예외적으로 533번과 534번이 마을버스 면허로 운용되고 있다.

## 대구광역시
급행버스를 제외하고는 현재는 개편 후에 도시형버스로 통합되어 있지만 지선버스가 타 도시의 마을버스와 유사하다.(다만 요금은 간선버스와 같다.) 개편 후 대구의 마을버스는 사실상 사라졌다.

## 광주광역시
시내버스가 잘 다니지 않는 농촌지역이 넓은 광산구나 서구에서 마을버스가 운행하고 있다. 남구에서는 대촌동 관내 마을주민들의 편의를 위해 715번이 운행중이며 황곡마을, 영어마을, 이동마을 주민들이 쉽고 편하게 주민센터, 시내 등지로 오갈 수 있게 된다.

## 대전광역시
유성구에서 마을버스가 운행하고 있다.(3개 노선) 첨단 1번도 기능상으로는 마을버스의 역할과는 큰 차이가 없다.(다만 요금에만 차이가 있다.)

## 울산광역시
도시형버스, 좌석버스 외의 노선들이 마을버스이다. 지선버스도 기능상으로는 마을버스의 역할과는 큰 차이가 없다.(다만 요금에만 차이가 있다.)

## 경기도
대부분의 지자체에서는 노란색의 도색으로 칠해진 버스가 마을버스이다.(파주시 마을버스처럼 자체 도색을 적용하거나, 서울 마을버스 도색 등 다양한 버스 도색을 적용하는 경우도 있다.) 특히 고양시와 성남시, 안양시, 용인시 등의 신도시 지역과 도심지역, 쇼핑몰 등을 연결하는 마을버스가 많은 편이다. 경기도 일부 지역(부천, 고양, 파주, 의왕)에서는 015처럼 마을버스 번호가 0으로 시작한다.

## 강원특별자치도

### 횡성군
횡일면에  운행중, 안흥면에

### 정선군
고양산 마을버스, 노추산 마을버스, 운치마을버스, 화암면 마을버스가 운행중이다.

### 춘천시
조교마을버스가 운행중이다.

## 충청남도

### 천안시
남산시장에서 용곡동, 신방동을 오가는 마을버스를 운행중이다. 2017년 4월 14일부터 노선 일부 개편을 따라 일부 대형버스가 마을버스로 전환하면서 운행중이다.

### 아산시
초록색의 도색으로 칠해진 버스로 마중버스라는 명칭을 사용한다. 2016년 7월(1차), 11월(2차)에 걸쳐 아산시에서 마중버스 전체를 인가 받아 1차-송악면 일대, 2차-둔포,영인,인주면 일대를 아산 시내까지 직영 운행하는 공영버스로 운행중이다. 아산시에서 직접 관리를 하다 아산시 시설관리공단으로 위임하여 운행중에 있다.

## 경상남도

### 창원시
마을버스와 공영버스등 2종류로 나뉜다. 마을버스는 의창구, 공영버스는 진해구에서 운행한다.

### 양산시
양산시에서는 일부 구역에 한해 마을버스가 운행하고 있다.
- 양산 시가지 : 2개 노선을 운영 중 (회현동 ↔ 하북정)
- 지산노선 : 1개 노선을 운영 중 (신평 ↔ 지산)
- 법서노선 : 5개 노선을 운영 중
- 웅상노선 : 10개 노선을 운영 중
- 웅진노선 : 10개 노선을 운영 중

### 밀양시
삼랑진교통, 한성교통, 영남교통, 용활교통, 삼남교개 5사가5 을버스를 운영한다. 삼랑진읍, 하남읍과 부북면 전사포, 후사포리, 용활동 등 시내버스가 다니지 않는 곳으로 운행된다. 대부분 일요일에 운행을 하지 않으나, 장날에는 오전에 한해 운행하거나 평일처럼 운행하는 곳도 있다. 교통카드는 사용할 수 없으며 현금으로만 가능하다.

## 전라남도

### 완도군
주로 섬지역에 마을버스를 운행하며 차량운용상으로 청산도에는 대형차를, 생일도에는 스타렉스를 마을버스로 운행하고 있다.

### 구례군
사성암 마을버스를 안전운수사에서 운행중이며 차종은 e 카운티와 그랜드 스타렉스다. 요금은 왕복 기준 3400원이다.

## 전북특별자치도

### 완주군
2011년 7월 20일부터 상관면 지역에 처음으로 시범운행을 한 결과 점차 계속 면지역까지 확대되었다.

## 일본
일본에서는 마을버스가 커뮤니티 버스 또는 공영버스라고 표현된다. 토요타 하이에이스, 닛산 캐러밴 등을 공영버스로 사용되며, 일반적으로 도로의 폭이 협소해지는 시골 및 산간 오지마을 등을 중심으로 소형버스를 마을버스로 사용되며, 이 외에도 토요타 코스터나 히노 리에세 등과 비슷한 차체를 가진 준중형 버스를 마을버스로도 사용된다. 또한 기아 콤비의 베이스로 알려진 마쓰다 파크웨이나 미쓰비시후소 캔터의 동생이자 승합형 사양인 미쓰비시후소 로자 등도 물론 사용되기도 한다. 어쩔 때에는 원박스카가 아닌 9인승급 승용차 사양의 SUV 차종도 마을버스로 활용하는 경우도 물론 있다.

## 미국
미국의 경우 대도시, 중소도시, 소규모 마을 등을 중심으로 커뮤니티 버스를 주, 군, 지역마다 따로 운행되는 경우도 있다.